# Banstead
Banstead é uma cidade no distrito de Reigate e Banstead, em Surrey, na Inglaterra. Localizada 5km ao sul de Sutton, 8km a sudoeste de Croydon, 13km a sudeste de Kingston-upon-Thames, e 21km ao sul do centro de Londres.
Em North Downs, está em três dos quatro principais pontos cardeais separados de outros assentamentos por áreas abertas com status de Cinturão Verde Metropolitano. Banstead Downs, embora seja um fragmento de sua área histórica maior e se espalhe entre desenvolvimentos mais recentes, é um Local de Interesse Científico Especial (SSSI).
Uma das alas de Banstead é "Banstead Village". A paróquia civil foi abolida quando o Distrito Urbano de Banstead foi criado. Ambos incluíam muitas partes periféricas, bem como o assentamento principal. A ala contígua de Nork, que contém a estação de Banstead, compartilha muitas comodidades de Banstead e está incluída nas análises populacionais de Banstead em nível de condado, mas não na área construída de Banstead, desenhada pelo governo central. Este último abrange Burgh Heath e tinha 15.469 residentes no censo de 2011.

## Demografia
No Censo de 2011, a população de Banstead (incluindo Nork) era de 16.666. A população da ala de Banstead Village era de 8.510 em 2001 e 9.110 em 2011. A Paróquia de Banstead agora existe apenas para fins religiosos, não havendo paróquia civil, pois se tornou o Distrito Urbano de Banstead, que por sua vez foi abolido em 1965.
Tomando a última e mais ampla definição, em 2001, os assentamentos nas terras altas vagamente associados a Banstead, como Tadworth, tinham cerca de 46.280 pessoas em uma área de cerca de 40km².
A ala de Nork inclui áreas que historicamente não faziam parte da aldeia de Nork. No Censo de 2011, tinha 7.556 residentes.
A área historicamente teve muitas outras aldeias, que gradualmente ganharam seu próprio status de vila ou cidade; elas se estendiam até Reigate através da parte mais larga da crista de North Downs. Assim, a demografia histórica não fornece um indicador justo da mudança populacional. Identificando esta faixa de terra em figuras do século XXI com a paróquia, o crescimento histórico da população é o seguinte, com partes de Walton-on-the-Hill e Chipstead incluídas nas alas de 2001 e 2011:
| Ano       | 1801  | 1811  | 1821  | 1831   | 1841  | 1851   | 1881   | 1891   |
| --------- | ----- | ----- | ----- | ------ | ----- | ------ | ------ | ------ |
| População | 717   | 882   | 940   | 991    | 1628  | 1270   | 3826   | 4560   |
| Ano       | 1901  | 1911  | 1921  | 1931   | 1941  | 1951   | 2001   | 2011   |
| População | 5.624 | 6.731 | 7.337 | 11.236 | n / D | 22.399 | 41.559 | 46.280 |

| Ala            | independente | Geminado | com terraço | Flats e apartamentos | Caravanas/temporárias/ casas móveis/casas flutuantes | Compartilhado entre famílias |
| -------------- | ------------ | -------- | ----------- | -------------------- | ---------------------------------------------------- | ---------------------------- |
| Banstead (ala) | 922          | 1.128    | 365         | 934                  | 0                                                    | 0                            |
| Nork (ala)     | 1.612        | 808      | 162         | 303                  | 1                                                    | 1                            |

O nível médio de ocupação na região composta por moradias isoladas foi de 28%, a média dos apartamentos foi de 22,6%.
| Ala            | População | Famílias | % propriedade total | % Possuído com um empréstimo | hectares |
| -------------- | --------- | -------- | ------------------- | ---------------------------- | -------- |
| Banstead (ala) | 9.110     | 3.349    | 43                  | 39                           | 462      |
| Nork (ala)     | 7.556     | 2.888    | 43                  | 45                           | 363      |

A proporção de moradores com residência própria se compara à média regional de 35,1%. A proporção dos que possuíam casa própria com financiamento compara-se à média regional de 32,5%. O restante é constituído por habitações alugadas.

## História

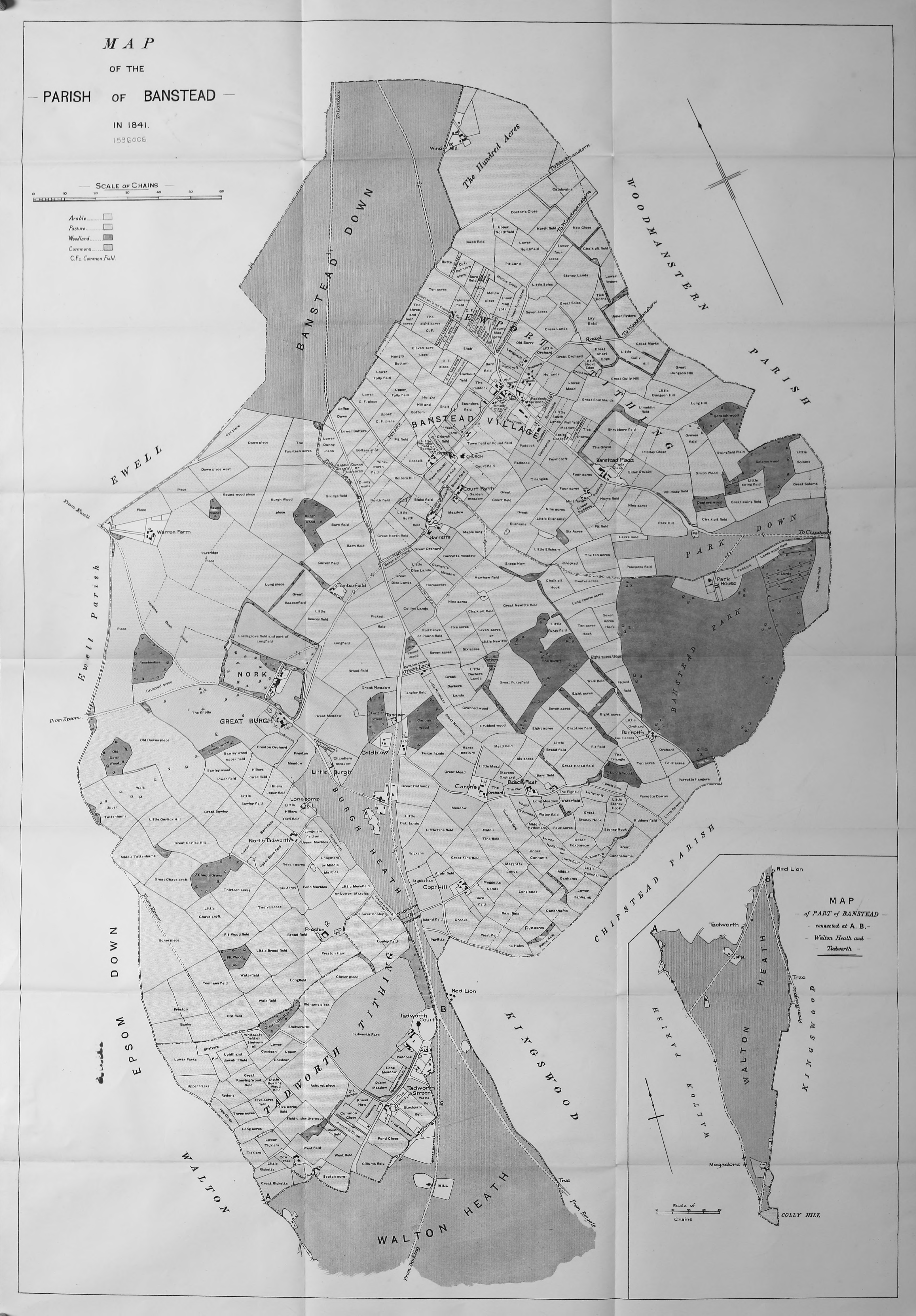
Banstead em 1841, com base em um mapa do dízimo. Muitos nomes de ruas modernos derivam dos recursos mencionados aqui.

A primeira menção a Banstead que se tem registro foi em uma carta anglo-saxônica de 967 d.C., no reinado do Rei Edgar. O assentamento aparece no Domesday Book (1086) como Benestede. O primeiro elemento é provavelmente a palavra anglo-saxônica bene, que significa feijão, e o segundo elemento stede refere-se a um lugar habitado sem status de cidade.
As terras não eclesiásticas de Banstead e 50 famílias foram mantidas por Richard como inquilino-chefe, sob a Diocese de Bayeux. Seus ativos eram: 1 igreja, 1 moinho no valor de £1,17 arados, uma floresta no valor de 20 porcos. O que rendia 8 libras esterlinas por ano.
Esta era uma área agrícola que mais tarde se tornou conhecida pela sua lã de alta qualidade. O feudo era propriedade de nobres cada vez mais ricos, depois da igreja, antes de cair nas mãos da Coroa no século XIII; Edward I a visitou mais de uma vez. Henrique VIII fez de Banstead parte do dote de Catarina de Aragão, mas o retirou novamente e o deu a um favorito da corte, Sir Nicholas Carew. Carew foi posteriormente decapitado por traição, mas o feudo, que já cobriu a maior parte da aldeia e fora vendido aos poucos, permaneceu em sua família até o século XVIII.
Banstead Downs, que por muitos séculos significou todas as terras abertas que se estendem de Epsom a Croydon e Reigate, tornou-se conhecido pelas corridas de cavalos no século XVII. Em 20 de novembro de 1683, o rei Carlos II e o duque de York participaram de uma corrida perto do centro da vila. A cidade também ganhou reputação como um resort de saúde durante aquela época, famosa por seu "ar saudável", e os médicos de Londres recomendavam uma visita a Banstead para seus pacientes doentes.
A população de Banstead permaneceu baixa até o final do século XIX, quando as estradas melhoradas e a construção das ferrovias levaram a um crescimento gradual, que continuou com habitação social de baixa densidade e projetos de realojamento pós-Blitz em meados do século XX. O parque habitacional de Banstead é geralmente de baixa densidade e situado em um ambiente predominantemente verde; existem alguns edifícios tombados como de interesse histórico e arquitetônico. Banstead era um assentamento de linha de nascente cuja principal fonte de água era um velho poço até a chegada da água bombeada. A tampa do poço do século XVIII, que ainda abriga o elaborado mecanismo de enrolamento, é um edifício tombado.
Em 1930, a paróquia eclesiástica de Nork foi formada, abrangendo parte de Epsom até Wallace Fields e Higher Green no oeste da paróquia, vagamente denominada Epsom Downs.

## Economia
O centro de Banstead tem uma Avenida desde seu memorial de guerra até sua biblioteca pública. Um adro ocupa parte do lado sul. Escoteiros e guias locais desfilam na rua no Dia da Lembrança e no Primeiro de Maio. Em dezembro de 2008, um incêndio destruiu o supermercado Waitrose. Durante a reconstrução, Waitrose abriu uma loja temporária no antigo Woolworths. A loja reconstruída foi inaugurada em novembro de 2009. Existem vários restaurantes e cafés, bem como lojas independentes e escritórios profissionais: seis agências imobiliárias, três firmas de advogados e um notário público.
Além dos empregos na rua principal, a grande vila tem alguns no setor público: em escritórios do conselho e instalações do Sistema Nacional de Saúde a oeste do centro de Banstead e em várias escolas locais. Autônomos, como engenheiros contratados e comerciantes domésticos, constituem parte da força de trabalho, mas a maioria dos residentes de Banstead sai do distrito para trabalhar: as saídas anuais da estação da cidade aumentaram de 93.069 no ano fiscal de 2004-05 para 128.148 em 2011-12.

## Religião
Banstead tem várias igrejas. A Igreja de Todos os Santos e a Igreja de Cristo Banstead estão na rua principal. Dentro da área, há também a Banstead Community Church, a St Anne's Roman Catholic Church, a Methodist Church, a St Paul's Church, a United Reformed Church e a Crown Family Church que se reúnem no Banstead Community Centre.

## Educação
Existem várias escolas em Banstead e nos arredores. A educação continuada não está disponível na cidade, a maioria dos alunos vai para instituições em Sutton, Epsom ou Reigate.

### primário
- Escola Primária Católica de St Anne (para idades de 4 a 11)
- Banstead Juniors School
- Escola Primária Warren Mead, Nork

### Secundário
- A Beacon School, anteriormente Nork Park Secondary School, é a escola secundária abrangente predominante na área. Nork Park, um parque público, faz fronteira com a parte de trás da escola. É uma das 23 escolas que fornecem gandulas para o Campeonato de Tênis de Wimbledon. Tem mais de 1.000 alunos.
- O vizinho London Borough of Sutton tem cinco escolas de gramática, que aceitam alunos de fora do bairro.

### Independente
- Aberdour School (escola preparatória mista para idades de 3 a 13 anos)
- Banstead Preparatory School (escola preparatória mista para idades de 2 a 11 anos)
- A Priory Preparatory School e a Greenacre School para meninas fecharam em 2017 e formaram a Banstead Preparatory School.